# Canal Central (Francia)
El canal Central de Francia (en francés: canal du Centre; al principio conocido como el canal du Charollais) es un canal francés que va desde Digoin, donde hoy se une con el canal lateral del Loira, hasta el río Saona en Chalon-sur-Saône. Se inauguró en 1792 e hizo posible que por vez primera la navegación pasara desde el norte de Francia al sur. Tiene 112,1 km de largo y tiene 61 esclusas. La mayor parte de su tráfico provenía de las minas de carbón en Montceau-les-Mines.

## Historia
El canal fue por primera vez sugerido en el siglo XVI, bajo el rey Francisco I y se preparó un plan detallado por Adam de Craponne en la época de Enrique II. Pero nada más ocurrió hasta que el Ingeniero Jefe de Borgoña, Emiland Gauthey, obtuvo poderes para construir en 1783. Seleccionó una ruta que unía los valles del Loira y el Saona y proporcionó adecuadas fuentes de agua en la cumbre. Se puso la primera piedra en 1784 por el Príncipe de Condé y a pesar de la intervención de excepcionales inundaciones del Loira en 1790, que arruinó totalmente un nuevo puerto en Digoin, y la Revolución, las obras se acabaron en 1792.
El canal llevó nueva vida al Charolais y dentro de los 20 años siguientes a la apertura, muchos pueblos crecieron a lo largo de sus orillas. Pero la cantidad de tráfico que podía dirigirse hacia París estaba limitada por la variable naturaleza del Loira y se estimaba que la apertura del Canal lateral del Loira triplicaría los ingresos fiscales del canal. Esto ocurrió en 1838, cinco años después del establecimiento de minas de carbón en Montceau-les-Mines y esto incrementó el tráfico hasta que en 1936 alrededor de 1,622.000 toneladas de carbón se llevaron por el canal. Pero el transporte de carbón declinó drásticamente durante los ochenta, y las minas se cerraron en el año 2000.

## Plano del Canal
Originalmente 80 esclusas cerraron el canal hasta 77,64 metros del Loira y abajo 130,9 m al Saona. Fueron ampliadas en 1880-1900 cuando se reconstruyeron todas al tiempo que se llevaron a la norma de Freycinet y se redujo el número de esclusas. Durante los años cincuenta, alrededor de 5 km del canal en el centro de Chalon fue reemplazada por un nuevo corte corriente arriba de la ciudad con una simple esclusa de 10,76 m de profundidad que reemplazaba a otras 3 esclusas.

## Ruta
PK según
- PK 112 Digoin
- PK 102 Paray-le-Monial
- PK 81 Génelard
- PK 65 Montceau-les-Mines
- PK 61 Blanzy
- PK 52 Montchanin
- PK 45 Saint-Julien-sur-Dheune
- PK 33 Saint-Léger-sur-Dheune
- PK 24,5 Santenay
- PK 19 Chagny
- PK 17 Rully
- PK 8 Fragnes
- PK 0 Chalon-sur-Saône